# Johnny Logan
Seán Patrick Michael Sherrard, más conocido como Johnny Logan (13 de mayo de 1954, Melbourne, Australia), es un cantante y compositor australiano nacionalizado irlandés. Es conocido por ser el primer cantante en ganar en dos ocasiones el Festival de Eurovisión, además de conseguirlo en una tercera ocasión como compositor.

## Carrera

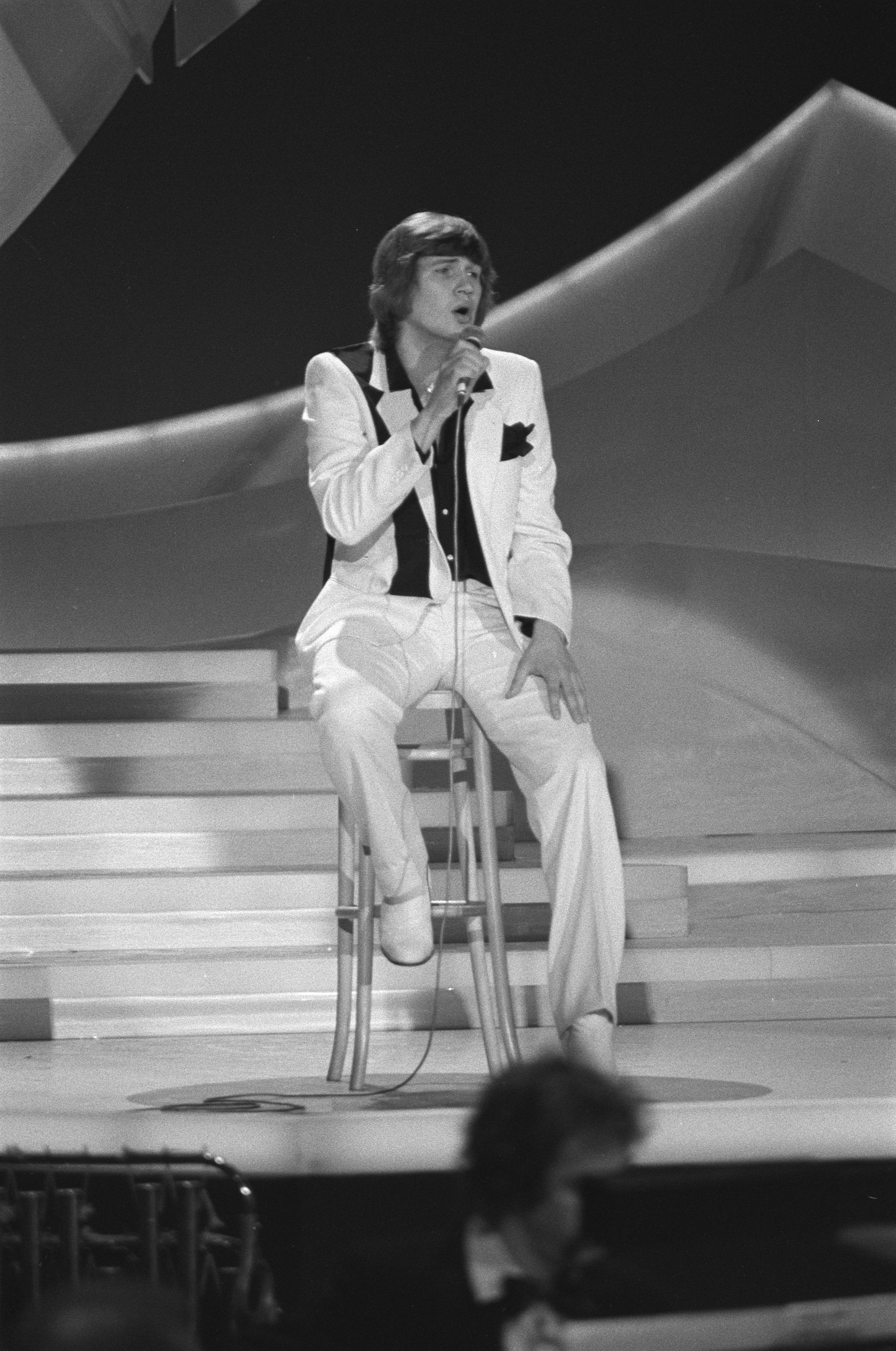
Logan en el Festival de Eurovisión de 1980

Su primera participación en el mundo de la música fue en el musical irlandés Adam and Eve en 1977.
En 1980 representó a Irlanda en Eurovisión con el tema What's Another Year? obteniendo el primer puesto y consiguiendo el número 1 en ventas en Irlanda y en Reino Unido, además de otros países. En 1984 volvió al festival como compositor de Terminal 3, que defendió Linda Martin, acabando en segunda posición. En 1987 compone y canta el tema Hold Me Now con el que vuelve a ganar el festival, en esta ocasión como cantautor. Fue número 1 en Irlanda, Israel y Bélgica, y 2 en Reino Unido, Alemania, Suecia y Noruega. Por último, en 1992 vuelve al festival, en esta ocasión sólo como compositor, con el tema Why me?, de nuevo de la mano de la cantante Linda Martin, consiguiendo otra victoria. Fue el único intérprete en ganar dos veces el festival como cantante, hasta conseguirlo también la sueca Loreen en 2023.
Además de su éxito en el Eurofestival, ha grabado 17 álbumes, 10 recopilatorios y más de 60 sencillos que han tenido especial repercusión en, principalmente, los países escandinavos e Irlanda. En 2007 publicó The Irish Connection, con el que certificó varios discos de oro y platino en varios países. Participó también en la ópera musical Which Witch en Noruega. En 2022 participó en el conocido concurso de televisión The Masked Singer en Bélgica. 
En 2005, su canción Hold me now fue elegida en el show Congratulations (donde fue presentado por Massiel) como la tercera mejor de la historia de Eurovisión (quedando por debajo de Waterloo de ABBA y Nel blu dipinto di blu (Volare) de Domenico Modugno). Por su parte, What's another year, en la misma votación, se clasificó como la duodécima mejor canción, siendo el único intérprete con dos canciones elegidas entre las 14 mejores de la historia del festival. Ha sido nombrado por sus fanes como Mr Eurovision y es asiduo de eventos relacionados con el festival europeo.

## Discografía
- 1980: What's Another Year?
- 1987: Hold Me Now
- 1989: Mention My Name
- 1990: Love Songs
- 1992: Endless Emotion
- 1994: Living For Loving
- 1996: The Best Of Johnny Logan
- 1999: Love Is All
- 2001: Reach For Me
- 2001: Save This Christmas For Me
- 2003: We All Need Love
- 2006: The Best Of Johnny Logan 2006
- 2007: The Irish Connection (Johnny Logan and Friends)
- 2008: Irishman in America
- 2010: Nature of Love
- 2013: The Irish Connection 2
- 2017 It Is What It Is